# 권태오

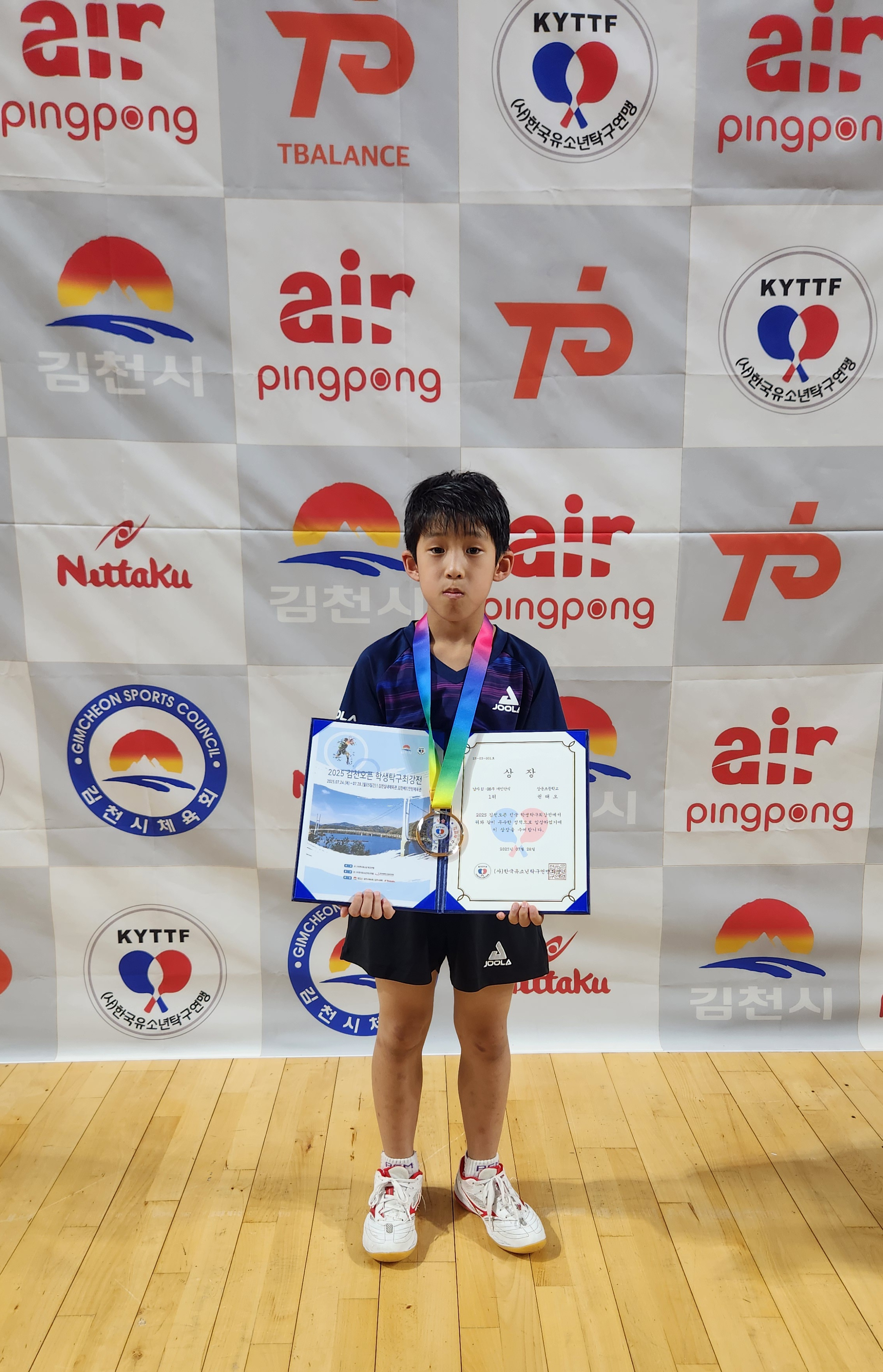
2025김천오픈 전국학생최강전U8부 1위후 시상장면

권태오
2017년1월16일생
경북 봉화군
상운초등학교

## 개요
대한민국의 탁구 선수다.

## 프로필
2017년1월16일생
경북 봉화군 출신
상운초등학교 재학중
O형 128.5CM 26kg

## 선수 경력
초등학교1학년 4월에 처음 탁구를 시작하였다.

## 수상 기록
2025김천오픈전국유소년탁구대회 U8부 개인단식 2위
2025김천오픈전국학생탁구최강전 U8부 개인단식1위
제41회교보생명컵꿈나무체육대회탁구1-2학년부개인단식1위